# Renauldia dusenii
Renauldia dusenii är en bladmossart som beskrevs av Brotherus 1925. Renauldia dusenii ingår i släktet Renauldia och familjen Pterobryaceae. Inga underarter finns listade i Catalogue of Life.